# O fată de preot
O fată de preot (în engleză A Clergyman's Daughter) este un roman din 1935 de George Orwell.